# Northern Spy

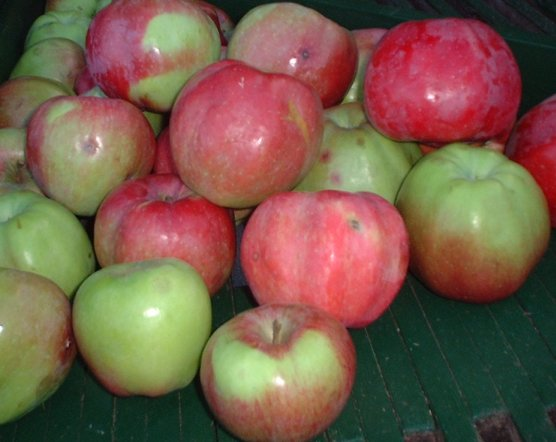

Northern Spy (Malus domestica 'Northern Spy') je ovocný strom, kultivar druhu jabloň domácí z čeledi růžovitých. Plody jsou řazeny mezi odrůdy zimních jablek, sklízí se v září, dozrává v prosinci, skladovatelné jsou do května. Stará americká odrůda.

## Historie

### Původ
Byla vyšlechtěna v roce 1800 v East Bloomfield, v USA. (poblíž Rochesteru)

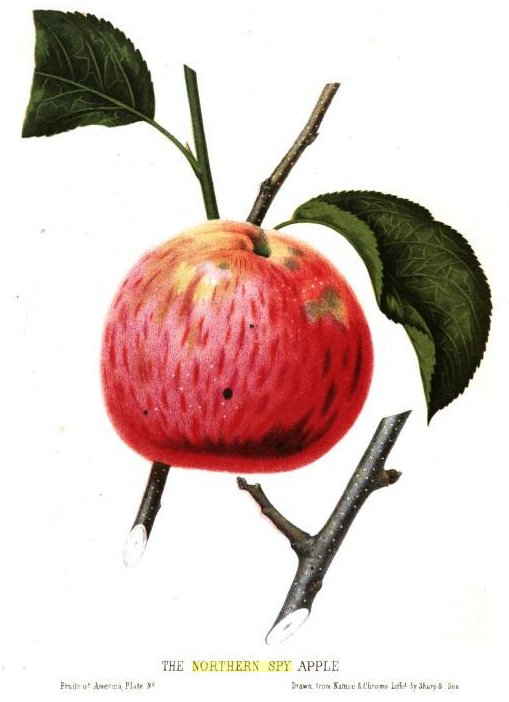

## Vlastnosti

### Růst
Růst odrůdy je velmi bujný. Koruna během vegetace silně zahušťují. Řez je zcela nezbytný.

## Plodnost
Plodí pozdně, bohatě a pravidelně.

## Plod
Plod je velký, zploštělý, kuželovitý. Slupka hladká, žluté zbarvení je překryté červenou barvou s žíháním. Dužnina nažloutlá, křehká, zrnitá,
šťavnatá, kyselá, později nakyslá, aromatická, spíše hrubá texturou.

## Choroby a škůdci
Trpí otlaky, má nedostatečnou odolnost k chorobám, konkrétně trpí pihovitosti a spálou, je poněkud odolnější vůči strupovitosti.

## Použití
Odrůda je vhodná ke skladování, kuchyňskému použití, k přímému konzumu, pro výrobu nápojů a jablečného moštu.